# Phaloe cubana
Phaloe cubana là một loài bướm đêm thuộc phân họ Arctiinae, họ Erebidae.